# Jan van Baal
Jan van Baal (Scheveningen, 25 november 1909 - Doorn, 9 augustus 1992) was een cultureel antropoloog en gouverneur van Nederlands-Nieuw-Guinea (1953-1958). Hoofdthema in zijn werk was het bestuderen van religie.
Van Baal studeerde indologie aan de Rijksuniversiteit Leiden. Dit was een academische opleiding voor toekomstig kader van het koloniaal bestuur in Nederlands-Indië.
In 1934 promoveerde hij op het fenomeen koppensnellen bij de Marind-anim, een Papoeavolk van de zuidkust van Nieuw-Guinea.
Kort na zijn promotie werd Van Baal als bestuursambtenaar gestationeerd in Merauke in Nederlands Nieuw-Guinea. Gedurende de oorlogsjaren werd hij door de Japanners geïnterneerd.
In 1951 zette hij het Kantoor voor Bevolkingszaken op in Hollandia (later Jayapura) in Nederlands-Nieuw-Guinea. Gedurende een jaar was hij hiervan directeur.
Dit bureau stimuleerde etnografisch en demografisch onderzoek. Van Baal benadrukte het belang van toegepaste antropologie in ontwikkelingskwesties. Dit ondersteunde het beleid om Nieuw-Guinea voor te bereiden op onafhankelijkheid.
Van Baal was oorspronkelijk lid van de Gereformeerde Kerken in Nederland, maar stapte in 1958 over naar de Nederlandse Hervormde Kerk. Korte tijd zat hij voor de gereformeerde Anti-Revolutionaire Partij in de Tweede Kamer.
Als gouverneur van Nederlands Nieuw-Guinea bevorderde hij het etnografisch onderzoek.
Na zijn terugkeer in Nederland in 1959 werkte Van Baal als directeur van de Afdeling Culturele en Physische Antropologie van het Koninklijk Instituut voor de Tropen in Amsterdam. Daarnaast was hij hoogleraar antropologie aan de universiteiten van Amsterdam en Utrecht.
De vraagstukken waarvoor hij zich als cultureel antropoloog gesteld zag zijn nog steeds actueel. Tegen het einde van zijn leven worstelde hij met de vraag of de sociale wetenschappen religie per se agnostisch moeten benaderen.

## Prijs
In 1991 werd hem de zilveren Akademiepenning van de Koninklijke Nederlandse Akademie van Wetenschappen toegekend.